# Muza Sokolova
Muza Niyazova (Leningrado, 10 de junho de 1938) nascida Muza Sokolova foi esposa do ex-presidente do Turquemenistão Saparmyrat Nyýazow serviu como primeira-dama do Turquemenistão de 1991 até 2006.

## Biografia
Muza Niyazova nasceu em Leningrado em família de origem russa e judaica. O pai de Muza lutou na Segunda Guerra Mundial e foi um oficial sênior do exército soviético. Ela se formou no Instituto Politécnico de Leningrado. Em meados da década de 1960 ela conheceu Saparmyrat Niyýazow, que na época trabalhava na fábrica de Kirov como molde e estava estudando no instituto ao mesmo tempo, e logo ela se casou com ele. Em 18 de abril de 1967, Niyazova deu à luz o filho Murat, e dois anos depois a filha Irina.